# До свидания, овраг (мультфильм)
«До свидания, овраг!» — советский кукольный мультфильм Вадима Курчевского и Вячеслава Шилобреева. Драматическая история по одноимённой повести Константина Сергиенко.

## Сюжет
Художник рисовал картину в своей мастерской и услышал лай собак. Стая бездомных собак жила в овраге за новостройками на краю города. Поблизости была конечная остановка городского автобуса, там регулярно сидел хромой пёс и ждал подачки. Однажды из автобуса вышел человек, вытряхнул из спортивной сумки маленького пёсика и уехал. Пёсик по имени Крошка остался на остановке, там его увидел художник и нарисовал. Крошка познакомился с собаками из оврага и услышал их грустные истории…
Однажды хромого пса смертельно ударил человек. Черный пёс и Гордый поклялись отомстить за товарища и напали на обидчика. А этот человек сообщил ловцам собак.

Когда к оврагу приехал автофургон с клеткой, догхантер поймал всю стаю и увез. А Крошку сначала решил забрать человек, ударивший хромого, но это сделать ему не позволил художник и взял Крошку к себе домой.

## Съёмочная группа
- Автор сценария: Константин Сергиенко
- Режиссёры: Вадим Курчевский, Вячеслав Шилобреев
- Художник-постановщик: Нина Виноградова
- Художники-мультипликаторы: Вячеслав Шилобреев, Владимир Кадухин, Сергей Олифиренко
- Оператор: Игорь Скидан-Босин
- Композитор: Шандор Каллош
- Звукооператор: Владимир Кутузов
- Редактор: Раиса Фричинская
- Над фильмом работали: Надежда Трещёва, Игорь Дианов
- Куклы и декорации изготовили: Владимир Аббакумов, Павел Гусев, Валерий Петров, Семён Этлис, Олег Масаинов, Михаил Колтунов, Александр Ширчков, Александр Горбачёв, Галина Филиппова, Марина Чеснокова, Нина Молева, Светлана Знаменская
- Директор картины: Григорий Хмара

## Роли озвучивали
(в титрах не указаны)
| Актёр             | Роль          |
| ----------------- | ------------- |
| Наталья Державина | Крошка        |
| Георгий Бурков    | Чёрный        |
| Борис Новиков     | Хромой, Рыжий |
| Анатолий Папанов  | Джонатан      |
| Вадим Тонков      | Бывшая такса  |

## Видеоиздания
- В 1999 году мультфильм издавался в мультсборнике «Самые любимые мультики 10», дистрибьютор — «СОЮЗ Видео».

## Статьи
Однажды произошла такая грустная история. В овраге на окраине города жили брошенные хозяевами собаки. Голодали, мёрзли, мечтали начать новую жизнь. Самый умный из них — Головастый — собирал газеты и очень хотел учиться. Самый маленький — щенок Крошка — надеялся найти себе доброго хозяина. Были среди них Чёрный, Бывшая Такса, побирушка Хромой. Мимо проходили люди: кто-то просто не замечал собак, кто-то жалел, даже делился булочкой. Но случалось и иначе… У этой истории печальный конец, но несмотря на это, авторы фильма — сценарист К. Сергиенко, режиссёры-постановщики В. Курчевский и В. Шилобреева, художник Н. Виноградова, композитор Ш. Каллош — адресуют её самым маленьким зрителям. — Нас не пугает — говорит В. Курчевский — если кто-нибудь из малышей даже поплачет. Страшнее, если ребёнок вырастет равнодушным.— Журнал «Советский экран» 3 выпуск, 1982 год

Сразу после «Пер Гюнта» режиссёр, вновь обращается к детским фильмам. Но психологизм куклы все ещё остается для Курчевского существенным завоеванием. Так появился «До свидания, овраг!» (1981) — фильм, где в небольшом дидактическом опоясывающем слое заключена «собачья версия» горьковского «На дне». Фильм, возможно, получился бы точнее, если бы этим двум разнородным мирам: детской нравоучительной истории о доброте к животным и минорно-лирической новелле о собачьей жизни в овраге соответствовала бы не одна общая, а две качественно различные стилистики изображения и повествования.
— Прохоров А. «Вадим Курчевский» // Режиссёры и художники советского мультипликационного кино. М., 1984.